# Nothobranchius fasciatus
Nothobranchius fasciatus är en fiskart som beskrevs av Rudolf H. Wildekamp och Richard Haas 1992. Nothobranchius fasciatus ingår i släktet Nothobranchius och familjen Nothobranchiidae. Internationella naturvårdsunionen (IUCN) kategoriserar arten globalt som otillräckligt studerad. Inga underarter finns listade i Catalogue of Life.